# Station Vrøgum
Station Vrøgum is een station in Øster Vrøgum een dorp in de gemeente Varde in Denemarken. Het station ligt aan de spoorlijn Varde - Tarm. Vrøgum wordt  bediend door de treinen van Esbjerg naar Nørre Nebel. 